# Gand Island
Gand Island (englisch; französisch Île Gand ‚Gentinsel‘) ist eine flache, vereiste und 9,30 km² große Insel im Palmer-Archipel westlich der Antarktischen Halbinsel. Sie liegt am nördlichen Ende des Schollaert-Kanals zwischen der Anvers- und der Brabant-Insel sowie südsüdöstlich der Gruppe der Melchior-Inseln.
Teilnehmer der Belgica-Expedition (1897–1899) unter der Leitung des belgischen Polarforschers Adrien de Gerlache de Gomery entdeckten sie am 30. Januar 1898. De Gerlache benannte sie nach der belgischen Stadt Gent, in der ein Anleiheverkauf zur Finanzierung der Forschungsreise stattgefunden hatte. Das Advisory Committee on Antarctic Names übertrug die französische Benennung 1952 in einer Teilübersetzung ins Englische. Diese wurde 1953 vom UK Antarctic Place-Names Committee übernommen. Erste Luftaufnahmen der Insel entstanden zwischen 1968 und 1969 durch die United States Navy.